# 加賀田神社
加賀田神社（かがたじんじゃ）は、大阪府河内長野市にある神社。

## 祭神
祭神は誉田別命（応神天皇）、足仲彦命（仲哀天皇）、息長足姫命（神功皇后）である。

## 歴史
創建年は不詳であるが、1859年（安政6年）に作製された「当山社地縁起由来書記録並座衆由緒調書之事」によれば、往古宇佐八幡宮より勧請され、1480年（文明11年）に社殿を再建されたという記述がある。また、1599年（慶長4年）の絵図には境内が描かれている。現在の本殿は江戸時代中期の創建と考えられている。1654年（承応3年）の棟札が残されており、「大阪府全志」には、元禄年間に堺在住の氏子・谷善右衛門が社殿を修復したという記述があるとされている。本殿は三間社流造で河内長野市指定文化財。

## 現地情報
所在地
- 大阪府河内長野市加賀田135番地

交通アクセス
- 最寄駅：南海高野線美加の台駅下車後、徒歩約16分（西へ約1.3km）